# Staatswappen der europäischen Staaten
Dies ist eine Liste der Staatswappen und Hoheitszeichen von Staaten auf dem europäischen Kontinent.

## Anerkannte Staaten
| Staat                                                             | Staatswappen oder Hoheitszeichen | Blasonierung | Leitspruch | Artikel                            |
| ----------------------------------------------------------------- | -------------------------------- | --- | --- | ---------------------------------- |
| Albanien                                                          |                                  | Doppeladler mit Helm des Skanderbeg | – | Wappen Albaniens                   |
| Andorra                                                           |                                  | Vierung: Eine Mitra (steht für die Stadt La Seu d’Urgell); drei Pfähle (für die Gemeinde Foix); Königreich Aragón symbolisiert durch vier Pfähle, links unten. Zwei Kühe im rechten unteren Viertel stehen für die Provinz Béarn. | lateinisch “Virtus unita fortior.” „Vereint ist die Tugend stärker“ | Wappen Andorras                    |
| Armenien                                                          |                                  | Vier Symbole der armenischen Dynastien (Artaxiden, Arsakiden, Bagratiden, und Rubeniden); In der Mitte des Schildes ist eine Darstellung des Bergs Ararat mit der Arche Noah auf seiner Bergspitze. | – | Wappen Armeniens                   |
| Aserbaidschan                                                     |                                  | Das Staatswappen Aserbaidschans zeigt heute einen achtzackigen, weißen Stern auf einer goldgefaßten Wappenschild mit Ringen in den Nationalfarben. Auf dem blauen Ring sind acht goldene Scheiben. In dem Stern ist eine rote Flamme mit vier Zungen in der Form des Wortes Allah in arabischer Schrift (). Unter der Scheibe liegen Eichenäste und Weizenähren. | – | Wappen Aserbaidschans              |
| Belarus                                                           |                                  | Aufgehende Sonne über dem Globus, mit langen Sonnenstrahlen. Oben findet man einen Stern. Den Rand des Wappens bildet ein geflochtenes Banner aus Weizen und Blumen, ähnlich dem Banner in der 1995 eingeführten rot-grünen Nationalflagge. | – | Wappen von Belarus                 |
| Belgien                                                           |                                  | Schild mit Brabanter Löwen: In Schwarz ein rotbewehrter und rotgezungter goldener Löwe. Auf dem Schild ein goldener rotgefütterter Königshelm mit schwarz-goldenen Helmdecken und der goldenen Königskrone. Hinter den Schild zwei goldene andreaskreuzartig gekreuzte Zepter; nach rechts zeigend mit der Schwurhand und mit dem Löwen nach links weisend. | französisch « L’union fait la force. » niederländisch “Eendracht maakt macht.” „Einheit macht stark.“ | Wappen Belgiens                    |
| Bosnien und Herzegowina                                           |                                  | Wappenschild, silberne Sterne im blauen Feld. Das Dreieck symbolisiert die geographischen Umrisse von Bosnien und Herzegowina und steht zugleich für die drei Volksgruppen im Land. Die Farbe Gelb steht dabei für Frieden und die Sonne. Die blaue Farbe und die Sterne symbolisieren Europa. | – | Wappen von Bosnien und Herzegowina |
| Bulgarien                                                         |                                  | Im roten Wappenschild ein goldener rotgezungter silber bewehrter goldgekrönter Löwe. Schildhalter sind zwei goldene rotgezungte silbern bewehrte goldgekrönte Löwen, über dem Wappen befindet sich die goldene Krone mit dem Reichsapfel (über der Kronenmitte des im 14. Jahrhundert lebenden Herrschers Iwan Schischman). Die Löwen stehen auf gekreuzten Eichenzweigen, in denen ein Spruchband in den Landesfarben mit dem Wahlspruch in goldener Schrift Bulgariens liegt. | bulgarisch „Съединението прави силата. Saedinenieto pravi silata.“ „In der Einheit liegt die Stärke.“ | Wappen Bulgariens                  |
| Dänemark                                                          |                                  | Drei blaue, schreitende, goldbekrönte, goldbewehrte und rotbezungte Löwen mit neun roten Herzen unter einer goldenen Königskrone | – | Wappen Dänemarks                   |
| Deutschland                                                       |                                  | Einköpfigen schwarzer Adler (sog. Bundesadler) mit nach rechts gewendeten Kopf. Die Flügel offen, aber mit geschlossenem Gefieder, Schnabel, Zunge und Fänge von roter Farbe. | – | Wappen Deutschlands                |
| Estland                                                           |                                  | Auf dem goldenen Schild sind pfahlgestellt drei blaue, rot bewehrte und so gezungte Leoparden. Der Schild ist mit goldenem Eichenlaub umkränzt. | – | Wappen Estlands                    |
| Finnland                                                          |                                  | Ein goldener Löwe hält das gerade europäische Schwert in der Hand eines geharnischten Armes, während er das tatarische Krummschwert niedertritt. | – | Wappen Finnlands                   |
| Frankreich                                                        |                                  | Ein blaues Oval, auf dem sich ein goldenes Liktorenbündel (Fascis) befindet. Das Liktorenbündel ist mit goldenen Bändern verschnürt und das goldene Beil darin nach links gewendet. Auf das Liktorenbündel ist ein goldenes Band gelegt, das den Wahlspruch Frankreichs Liberté, Egalité, Fraternité (Freiheit, Gleichheit, Brüderlichkeit) zeigt. Umgeben ist das Liktorenbündel von Eichen- und Lorbeerzweigen. Das blaue Oval ist von der Großmeisterkette der Ehrenlegion begrenzt. | – | Hoheitszeichen Frankreichs         |
| Georgien                                                          |                                  | Das große Staatswappen zeigt einen roten Schild, auf dem Georgiens Schutzpatron, der Heilige Georg, als silbernen Reiter mit einem goldenen Heiligenschein abgebildet ist. Er bezwingt einen silbernen Drachen mit silbernem Speer. Über dem Schild steht die georgisch-iberische Krone. Er wird von zwei goldenen Löwen gehalten. Unter dem Schild befindet sich ein stilisierter Weingarten, in den ein Spruchband mit dem Nationalmotto und zwei roten Kreuzen der Flagge Georgiens geflochten ist. | georgisch „ძალა ერთობაშია dzala ertobashia“ „Kraft durch Einheit.“ | Wappen Georgiens                   |
| Griechenland                                                      |                                  | Das Wappen zeigt einen blauen Schild, in dem sich ein aus der oberen linken Ecke der Flagge Griechenlands bekanntes durchgehendes weißes Griechisches Kreuz befindet. Der Schild ist umgeben von einem Lorbeerkranz. | – | Wappen Griechenlands               |
| Irland                                                            |                                  | Das Wappen besteht aus einer Harfe auf blauem Grund. | – | Wappen Irlands                     |
| Island                                                            |                                  | Das Wappen mit der isländischen Flagge steht auf einer Felsenplatte als Postament. Daneben sind als Schildhalter rechts ein goldbewehrter Stier und ein Riese im silbernen Mantel mit goldenem Futter und gold-schwarzen Gürtel sich auf einen Stab stützend. Über den Wappenschild sind links ein rotgezungter und goldbewehrter Drache und rechts ein silberner goldbewehrter rotgezungter Adler angeordnet. | – | Wappen Islands                     |
| Italien                                                           |                                  | Das Stella d’Italia besteht aus einem rotbordierten fünfstrahlige weiße Stern, einem grauen Zahnrad Die Symbole sind von einem Eichen- und einem Olivenzweig umrahmt, als Symbole für Stärke und Frieden. Die beiden Zweige sind mit einem Band verknüpft, auf dem REPVBBLICA ITALIANA („Italienische Republik“) zu lesen ist. | – | Wappen Italiens                    |
| Kasachstan                                                        |                                  | Das Wappen hat eine Kreisform und trägt die Farben Blau und Gelb. Links und rechts auf dem Wappen befinden sich zwei geflügelte Einhörner, welche voneinander wegsehen. Im oberen Teil des Wappens befindet sich ein Stern. Im unteren Teil des Wappens befindet sich ein Spruchband mit der Aufschrift „ҚАЗАҚСТАН“ – die kasachische Schreibweise für Kasachstan. In der Mitte befindet sich ein Schangyrak (kasachisch Шаңырақ, kasachisch-lateinisch Şañıraq), die Krone einer kasachischen Jurte. | – (Kasachstan) | Wappen Kasachstans                 |
| Kroatien                                                          |                                  | Das Wappen besteht im Hauptteil aus einem in 25 Felder von Rot und Silber (Weiß) geschachten Wappenschild. Als Nebenteil ist auf den oberen Schildrand eine stilisierte fünfzackige Wappenkrone aufgesetzt. Sie besteht aus den fünf Wappen der bedeutendsten historischen Landschaften auf dem Staatsgebiet der Republik Kroatien. | – | Wappen Kroatiens                   |
| Lettland                                                          |                                  | Lettland führt ein geteiltes, unten gespaltenes Wappen. Das Wappen ist oben blau, darin eine aufsteigende goldene Sonne mit einundzwanzig abwechselnd sich verbreiternden Strahlen, unten gespalten; vorne auf Silber ein linksgewendeter roter Löwe mit goldener Zunge, hinten auf Rot ein rechtsgewendeter silberner waffenschwingender Greif mit goldener Zunge. Auf dem Schild ruht ein Bogen aus drei fünfzackigen goldenen Sternen. Die Wappenhalter (vom Wappen aus gesehen): Rechts ein roter Löwe mit goldener Zunge und links der silberne Greif mit goldener Zunge, stehend auf zwei grünen Eichenzweigen, die verbunden sind durch ein Band in den Farben der lettischen Flagge. | – | Wappen Lettlands                   |
| Liechtenstein                                                     |                                  | Der Wappenschild des grossen Staatswappens ist geviert mit unten eingepfropfter Spitze und belegt mit von Gold und Rot geteiltem Herzschild. - Feld 1: In Gold ein mit kreuzbesetztem silbernen Kleeblattmond belegter gekrönter schwarzer Adler. - Feld 2: Von Gold und Schwarz achtmal gestreift, mit grünem Rautenkranz belegt. - Feld 3: Von Rot und Silber gespalten. - Feld 4: In Gold ein gekrönter, gold-bewehrter schwarzer Jungfernadler mit silbernem Kopf. - In der blauen Spitze ein goldenes Jagdhorn an gleichfarbiger Schnur. Den Schild umgibt ein mit dem Fürstenhut gekrönter Fürstenmantel (Wappenmantel), von Purpur und innen mit Hermelin gefüttert. | – | Wappen Liechtensteins              |
| Litauen                                                           |                                  | Der Schild zeigt in Rot einen geharnischten silbernen Ritter mit goldenen Sporen auf einem weißen (silbernen) springenden Pferd. In der rechten Hand trägt er über dem Kopf ein silbernes Schwert mit goldenem Griff, in der linken einen blauen Schild mit einem goldenen Lothringer Kreuz. Der Verschluss der silbernen Scheide des Schwertes ist golden, Sattel und Zaumzeug des Pferdes sind blau mit goldener Verzierung. | – | Wappen Litauens                    |
| Luxemburg                                                         |                                  | Das Staatswappen zeigt einen neunmal geteilten Schild in Silber und Blau mit einem gekrönten, doppelschwänzigen roten Löwen. Rund um den Wappenschild liegt das Ordensband des Ordens der Eichenkrone. Der Schild wird gehalten von zwei goldenen Löwen. Oberhalb des Schildes die Krone des Großherzogs. Das ganze Wappen ist von einem roten Wappenmantel umgeben, der aus einer weiteren Darstellung der Krone des Großherzogs herabfällt. | – | Wappen Luxemburgs                  |
| Malta                                                             |                                  | Das Wappen zeigt einen weiß-rot geteilten Schild (Pfahl) mit einer Mauerkrone, als Zeichen der Souveränität. Im oberen linken (heraldisch rechten) Eck ist das Georgskreuz abgebildet. Den Schild umgeben je ein Oliven- und ein Palmzweig. Die Zweige werden von einem Schriftband mit der Aufschrift Repubblika Ta' Malta, maltesisch für Republik Malta, zusammengehalten. | – | Wappen Maltas                      |
| Nordmazedonien                                                    |                                  | Das Wappen besteht aus einem symmetrischen Kranz aus Weizenähren, Tabakblättern und Mohnfrüchten, verbunden durch ein Band mit dem rot-weißen Muster einer traditionellen Tracht. Im ovalen Raum inmitten des Kranzes befindet sich eine aufgehende goldene Sonne hinter einem blauen Berg, zu dessen Füßen Flüsse und Seen abgebildet sind. | – | Wappen Nordmazedoniens             |
| Moldau                                                            |                                  | Das Wappen besteht aus einem gold geränderten, horizontal in Rot und Blau geteilten Schild. Darüber liegt der goldene Kopf eines Auerochsen, zwischen dessen Hörnern sich ein achtstrahliger goldener Stern befindet. Zu seiner Rechten wird der Auerochsenkopf von einer goldenen Rose, zu seiner Linken von einem leicht geneigten Halbmond flankiert. Der Schild liegt auf der Brust eines rot bewehrten Adlers natürlicher Farbe, der im Schnabel ein goldenes Hochkreuz, in der rechten Klaue einen Olivenzweig und in der linken Klaue ein goldenes Zepter hält. | – | Wappen der Republik Moldau         |
| Monaco                                                            |                                  | Der rot und silber gerautete französische Schild ist umrahmt von einem hermelingefütterten Mantel und wird von einer Krone überragt. Die Kette und das Großkreuz des Ordens vom Heiligen Karl umgeben den Schild. Zwei mit Schwertern bewaffnete Minoritenmönche dienen als Schildhalter. Das Band unter dem Schild zeigt den lateinischen Wahlspruch: “Deo Juvante.” | lateinisch “Deo Juvante” „Mit Gottes Hilfe“ | Wappen Monacos                     |
| Montenegro                                                        |                                  | Das Wappen stellt einen goldenen rot gezungten goldgekrönten Doppeladler dar, der die königlichen Insignien trägt. Im rechten Fang ein goldenes Zepter und im linken den goldgereiften blauen Reichsapfel. Auf dem geteilten Brustschild ist ein goldener schreitender Löwe in Blau über einem grünen Feld zu sehen. | – | Wappen Montenegros                 |
| Niederlande                                                       |                                  | In Blau, besät mit goldenen Schindeln, ein goldgekrönter, rotbewehrter und rotgezungter goldener Löwe, in der Rechten ein goldbeheftetes silbernes Schwert, in der Linken ein Bündel von sieben goldbespitzten und -befederten silbernen Pfeilen haltend. – Auf dem oberen Schildrand die goldene fünfbüglige, unten mit goldenem Blatt, darüber mit silbernen Perlen besetzte, an der Spitze mit blauem, golden bereiften und ebenso bekreuzten Reichsapfel abgeschlossene königliche Krone, der Kronenreif mit farbigen Steinen geschmückt, der Schild gehalten von zwei rotbewehrten und rotgezungten goldenen Löwen, auf einem blauen Band stehend mit dem französischen Motto in goldenen Buchstaben: « Je maintiendrai. » | französisch « Je Maintiendrai. » „Ich werde erhalten.“ | Wappen der Niederlande             |
| Norwegen                                                          |                                  | Das Reichswappen ist ein heraldischer, gekrönter Löwe mit der Olavs-Axt, die ein silberfarbenes Blatt hat, in einem dreieckigen, hochroten Schild ohne Rahmen. | – | Wappen Norwegens                   |
| Polen                                                             |                                  | Ein goldgekrönter weißer Adler mit goldener Bewehrung (Krallen) und goldenem Schnabel auf rotem Schild. | – | Wappen Polens                      |
| Österreich                                                        |                                  | Ein freischwebender, einköpfiger, schwarzer, goldener gewaffneter und rot bezungter Adler, dessen Brust mit einem roten, von einem silbernen Querbalken durchzogenen Schild belegt ist. Der Adler trägt auf seinem Haupt eine goldene Mauerkrone mit drei sichtbaren Zinnen. Die beiden Fänge umschließt eine gesprengte Eisenkette. Er trägt im rechten Fang eine goldene Sichel mit einwärts gekehrter Schneide, im linken Fang einen goldenen Hammer. | – | Wappen der Republik Österreich     |
| Portugal                                                          |                                  | Im vom roten Bord mit sieben goldenen Kastellen umgebenen silbernen Feld stehen kreuzweise fünf blaue Quinas mit gleicher Anzahl und (2:1:2) gestellten silbernen Kugeln. Der Schild liegt auf einer goldenen Armillarsphäre auf und wird an den Seiten von je einem goldenen Olivenzweig umrankt, die rechts (heraldisch) mit einem grünen und links mit einem roten Band geziert werden. | – | Wappen Portugals                   |
| Rumänien                                                          |                                  | Als zentrales Element zeigt das Wappen Rumäniens einen goldenen Adler. Der Adler hält in seinen Krallen einen Streitkolben und ein Schwert. Auf der Brust des Adlers befindet sich ein in fünf Felder geteilter Schild mit den Wappen der historischen rumänischen Provinzen. | – | Wappen Rumäniens                   |
| Russland                                                          |                                  | Im roten Wappenschild ein mit der Krone des russischen Kaiserreiches gekrönter goldbewehrter, rotgezungter goldener Doppeladler. Zwischen beiden Köpfen schwebt die gleiche Krone mit daran heraushängendem Band des Ordens Andreas des Erstberufenen in Gold. Der Adler hält in der rechten Klaue das russische Reichszepter in Gold und in der linken Klaue den russischen Reichsapfel in Gold. Im roten Brustschild der heilige Märtyrer Georg, in silberner Rüstung mit wehendem blauen Mantel reitet auf einem mit einer roten goldbefransten Decke gesattelten trabenden Schimmel nach links. Das Pferd mit Zaumzeug und Mähne steht auf einem kriechenden geflügelten Drachen, dessen Rachen der heilige Georg mit einer Lanze durchspießt. Die Lanze endet im goldenen Kreuz. | – | Wappen Russlands                   |
| San Marino                                                        |                                  | Die Bestandteile des Wappens sind: Ein blaues Schild, in dem drei grüne Berge mit drei silbernen Türmen, jeder anstelle einer Wetterfahne mit einer silbernen Straußenfeder geschmückt sind, das Motto „LIBERTAS“ (lateinisch Freiheit). Ein Eichen- und ein Lorbeerzweig, die das Wappen umgrenzen, sowie eine Krone, die von dem goldenen Rahmen des blauen Schildes gehalten wird. | lateinisch “Libertas” „Freiheit“ | Wappen San Marinos                 |
| Serbien                                                           |                                  | Das Wappen zeigt in seinem Wappenschild in Rot einen silbernen Doppeladler mit goldener Bewehrung und einem Brustschild, welches in Rot ein silbernes griechisches Kreuz, bewinkelt mit vier stehenden, zum Schildrand offenen Feuerstählen (sogenanntes „Serbisches Kreuz“) zeigt. Unterhalb der Adlerfänge je eine goldene Lilie. Auf dem Schild ruht eine goldene Krone mit dem Reichsapfel in der Kronenspitze. Ein hermelingefütterter Wappenmantel mit goldenem Fransenrand und der gleichen Krone wie auf dem Schild zieren das Gesamtwappen. | – | Wappen Serbiens                    |
| Slowakei                                                          |                                  | Das Staatswappen zeigt in Rot ein silbernes Patriarchenkreuz, das aus einem blauen Dreiberg ragt. | – | Wappen der Slowakei                |
| Slowenien                                                         |                                  | In Blau schneiden zwei blaue Wellen drei silberne Bergspitzen (des Triglav), deren mittlere die Höhere ist und drei goldene sechszackige Sterne (2;1) schweben über diesen Spitzen. | – | Wappen Sloweniens                  |
| Spanien                                                           |                                  | Der Wappenschild des spanischen Staatswappens besteht aus: - Dem ovalen Herzschild; das Wappen des Hauses Bourbon-Anjou. - Rundherum sind die Wappen der historischen Teilreiche angeordnet. - Die Säulen des Herakles umrahmen den Wappenschild in Funktion eines Schildhalters - Die Säulen sind durch ein rotes Spruchband mit der lateinischen Devise Plus Ultra verbunden. - Die Säulen sind heraldisch rechts von der so genannten „imperialen Krone“ (corona imperial) des spanischen Imperiums und links von der Königskrone Spaniens bekrönt. | lateinisch “Plus Ultra” „Darüber hinaus“ | Wappen Spaniens                    |
| Schweden                                                          |                                  | Ein durch ein schmales goldenes Tatzenkreuz geviertes Wappen zeigt in Blau drei goldene Kronen (2:1) gestellt im ersten und vierten Feld und im blauen zweiten und dritten Feld einen goldgekrönten goldenen Löwen über schrägen weißen Wellen. Über der Vierung liegt ein gespaltener Herzschild. Vorn für die Dynastie der Wasa von Blau, Silber und Rot zweimal schräggeteilt, darauf die goldene Wasagarbe. Hinten für die von Jean-Baptiste Bernadotte begründete Dynastie in Blau sieben goldene Sterne des Sternbildes des Großen Wagens über einem goldenen napoleonischen Adler. Unter diesem eine silberne Brücke mit drei Bögen und zwei Türmen für das Fürstentum Pontecorvo. Der Wappenschild wird von zwei goldgekrönten goldenen rotgezungten und rotbewehrten doppelschwänzigen Löwen gehalten. Über den Schild die goldene Königskrone mit blauem Reichsapfel. Alles wird durch den hermelingeschmückten Wappenmantel mit der goldenen Krone und mit goldenem Reichsapfel zusammengehalten. Der Seraphinenorden hängt um den Schild. | – | Wappen Schwedens                   |
| Schweiz                                                           |                                  | Das Wappen der Schweiz zeigt ein aufrechtes, freistehendes weisses griechisches Kreuz («Schweizerkreuz») auf rotem Grund. | – | Wappen der Schweiz                 |
| Tschechien                                                        |                                  | Das Wappen ist geviert: Heraldisch rechts oben und links unten wird ein steigender silberner doppelschwänziger Löwe mit goldener Blätterkrone auf Rot (für Böhmen) gezeigt. Er ist gold bewehrt und bezungt. Links oben ein rot-silber geschachteter Adler mit goldener Blätterkrone, ist gold bewehrt und bezungt, auf Blau (für Mähren) und rechts unten ein schwarzer rot bewehrter und bezungter Adler mit silbernem Kleestängel und mit goldener Blätterkrone in Gold (für Schlesien), | – | Wappen Tschechiens                 |
| Ukraine                                                           |                                  | Als Kleines Staatswappen ist der goldene Dreizack (ukrainisch тризуб Trysub) auf blauem Wappenschild festgelegt. | – | Wappen der Ukraine                 |
| Ungarn                                                            |                                  | Das Wappen ist gespalten, heraldisch rechts das alte Wappen Ungarns (Altungarn), heraldisch links das neue Wappen (Neuungarn). Auf dem Wappenschild ruht die Stephanskrone. | – | Ungarisches Wappen                 |
| Vatikanstadt                                                      |                                  | Das Wappen der Vatikanstadt zeigt ein rotes Wappenschild mit dem Schlüssel Petri unter der Tiara, deren Bänder die Schlüsselenden umwinden. Die quastenbesetzten Enden der roten Kordel sind zuerst um den Kreuzungspunkt der Schlüssel geschlungen und dann durch die Schlüsselreiden geführt, von wo aus sie lose senkrecht nach unten hängen. | – | Wappen der Vatikanstadt            |
| Vereinigtes Königreich – genutzt in England, Nordirland und Wales |                                  | Der Wappenschild ist geviert und zeigt: Im 1. und 4. Feld, links (heraldisch rechts) oben und rechts (heraldisch links) Drei goldene blau bewehrte Leoparden auf rotem Grund (unten das Wappen Englands). Im 2. Feld (rechts oben): Ein von einem roten Doppellilienbord umgebener roter schottischer Löwe auf goldenem Grund (das Wappen Schottlands). Im 3. Feld (links unten) das Wappen Irlands: Eine goldene Harfe auf blauem Grund (die Nordirland symbolisiert) Der Hosenbandorden umgibt den Wappenschild mit der Devise des Ordens: Honi soit qui mal y pense (französisch, „Ein Schelm, der Böses dabei denkt“). Auf dem Schild ein Spangenhelm mit der darauf sitzenden St. Edwards-Krone. Auf der Krone steht der rechtslaufende gekrönte englische Löwe. Der Wappenschild wird von zwei Schildhaltern gehalten. Der heraldisch rechte Wappenträger, ein gekrönter Löwe. Der heraldisch linke Wappenträger, ein silbernes Einhorn. Das Einhorn ist angekettet. Das Rasenstück, auf welchem Schild, Wappenschmuck und Wappenträger stehen, wird durch ein Spruchband mit dem Wahlspruch verziert: Dieu et mon droit. Über dem Spruchband prangern Tudor-Rosen (Symbole für England), Disteln (Schottland) und Kleeblätter (Irland).                                                                                                 | französisch « Dieu et mon droit » englisch “God and my right” „Gott und mein Recht“ französisch « Honi soit qui mal y pense » englisch “Shamed be he who thinks ill of it” „Beschämt sei, wer schlecht darüber denkt“ | Wappen des Vereinigten Königreichs |
| Vereinigtes Königreich – genutzt in Schottland                    |                                  | Der Wappenschild ist geviert und zeigt: - Im 1. und 4. Quadrat (links (heraldisch rechts) oben und rechts (heraldisch links) unten) ein von einem roten Doppellilienbord umgebener roter schottischer Löwe auf goldenem Grund (das Wappen Schottlands) - Im 2. Quadrat (rechts oben): Drei goldene Löwen (bzw. „Leoparden“) auf rotem Grund (das Wappen Englands). - Im 3. Quadrat (links unten): Eine goldene Harfe auf blauem Grund (das Wappen Irlands, das Nordirland symbolisiert). Der Wappenschmuck besteht aus einem reich geschmückten Spangenhelm, bekrönt mit der schottischen Krone. Auf der Krone wiederum sitzt ein roter, gekrönter Löwe, der ein Schwert und ein Zepter hält, über ihm das Motto des schottischen Königshauses In My Defens God Me Defend, In My Defens oder nur In Defens. Der Wappenschild wird von zwei Schildhaltern gehalten. Der heraldisch rechte Wappenträger, ein Einhorn trägt die Flagge Schottlands. Der heraldisch linke Wappenträger, ein gekrönter Löwe, trägt die Flagge Englands. Das Einhorn ist angekettet. Das Rasenstück, auf dem die Wappenträger stehen, wird durch ein Spruchband mit dem lateinischen Wahlspruch des Distelordens verziert: „Nemo me impune lacessit.“ Über dem Spruchband prangern Tudor-Rosen (Symbole für England), Disteln (Schottland) und Kleeblätter (Irland). | schottisch “In Defens” Abk. von: englisch “In my defens God me defend.” „In [meiner] Verteidigung [verteidige mich Gott].“ lateinisch “Nemo me impune lacessit” „Niemand reizt mich ungestraft“                       | Wappen Schottlands                 |
| Zypern                                                            |                                  | Das Wappen zeigt in einem gelben Schild eine weiße Taube mit einem grünen Olivenzweig im Schnabel. Unter der Taube erscheint die Jahreszahl 1960 in Schwarz. Um den Schild rankt sich ein zweiteiliger grüner Kranz. | – | Wappen Zyperns                     |

## Andere souveräne Rechtsformen
|                          | Wappen und/oder Flagge | Beschreibung | Text | Artikel                                          |
| ------------------------ | ---------------------- | ------------ | ---- | ------------------------------------------------ |
| Souveräner Malteserorden |                        |              | –    | Flaggen und Wappen des Souveränen Malteserordens |

## Umstrittene und/oder nicht anerkannte Staaten
| Land                          | Wappen oder Hoheitszeichen | Beschreibung | Text | Artikel                                   |
| ----------------------------- | -------------------------- | ------------ | --- | ----------------------------------------- |
| Abchasien                     |                            | –            | – | Wappen Abchasiens                         |
| Kosovo                        |                            | –            | – | Wappen des Kosovo                         |
| Republik Arzach               |                            | –            | armenisch Լեռնային Ղարաբաղի Հանրապետություն Արցախ „Republik Arzach“ | Wappen der Republik Bergkarabach          |
| Südossetien                   |                            | –            | russisch Республика Южная Осетия „Republik von Südossetien“ | Wappen Südossetiens                       |
| Transnistrien                 |                            | –            | moldauisch Република Молдовеняскэ Нистрянэ russisch Приднестровская Молдавская Республика ukrainisch Придністровська Молдавська Республіка „Pridnestrowische Moldauische Republik“ | Wappen Transnistriens                     |
| Türkische Republik Nordzypern |                            | –            | 1983 | Emblem der Türkischen Republik Nordzypern |

## Autonome oder abhängige Hoheitsgebiete
| Hoheitsgebiet                        | Hoheitszeichen oder Emblem | Beschreibung | Text                                                                             | Artikel                |
| ------------------------------------ | -------------------------- | ------------ | -------------------------------------------------------------------------------- | ---------------------- |
| Åland (Finnland)                     |                            | –            | –                                                                                | Wappen Ålands          |
| Färöer (Dänemark)                    |                            | –            | –                                                                                | Wappen der Färöer      |
| Gibraltar (Vereinigtes Königreich)   |                            | –            | lateinisch Montis Insignia Calpe                                                 | Wappen Gibraltars      |
| Guernsey (Vereinigtes Königreich)    |                            | –            | –                                                                                | Wappen Guernseys       |
| Isle of Man (Vereinigtes Königreich) |                            | –            | lateinisch “Quocunque jeceris stabit” „Wohin du es auch wirfst, es wird stehen.“ | Wappen der Isle of Man |
| Jersey (Vereinigtes Königreich)      |                            | –            | –                                                                                | Wappen Jerseys         |